# Oudedijk (Oldambt)
Pour les articles homonymes, voir Oudedijk.
Oudedijk est un village qui fait partie de la commune d'Oldambt dans la province néerlandaise de Groningue.